# Ладижин
Лади́жин — місто в Україні у Гайсинському районі Вінницької області, адміністративний центр Ладижинської міської громади. 
У місті знаходиться: залізнична станція, Ладижинська ТЕС, завод препаратів мікробіологічного синтезу «Ензим».

## Географія
Ладижин розташований на правому березі Південного Бугу, у місці впадання в нього річки Сільниці. Це майже за 114 км від обласного центру міста Вінниця (автошлях E50).

## Історія
Поблизу Ладижина існували поселення Ладижин-1 й Ладижин-2, які відносилися до буго-дністровської культури.
Люди жили на території міста дуже давно. При розкопках у сусідніх з Ладижином селах — Харпачка й Кисляк знайдені золоті монети III століття н. е. часів правління римського імператора Олександра Севера.
Князь Володимир Святославович для захисту своїх володінь від кочових народів (хозар, печенігів, половців) будував по річках фортеці, огороджені високими палями. Князь Данило Галицький також зводив на ріках укріплення. Напевне, у ці часи з'явилася і фортеця Ладижина.
Першу згадку про Ладижин під 1240 роком помилково ототожнюють з Колодяжином.
Розширивши свої території за рахунок приєднання українських князівств, Литва утворила сильну Литовську державу, яка рішуче виступила проти поневолення татарами України. Князь Ольгерд при підтримці русько-польських військ у 1363 році розгромив татарську орду. Міста Ладижин та Брацлав були спалені.
У XVI столітті Ладижин це дерев'яне місто-фортеця Брацлавського воєводства, яке було оточене тридцяти метровим земляним валом. Залишки валу ще й досі збереглися в центрі міста.
Під час повстання під проводом Богдана Хмельницького, у 1648 році козаки полковника Івана Ганжі зайняли місто. А після різні`, вчиненої над поляками, козаки зібрали всіх євреїв, пов'язали й наказали прийняти православну віру. Хто відмовився — зарізали.

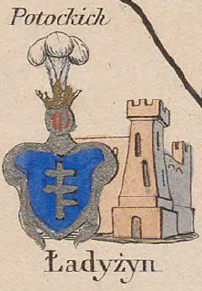
Ладижин на мапі Зигмунда Герстмана

У 1670 році Ладижин був підпорядкований гетьману Дорошенку, який не ладив з поляками, а тому в 1671 році із військом був висланий Ян Собеський, який зайняв Ладижин. У 1672 році Петро Дорошенко, підтриманий турками, знову захопив Ладижин, але ненадовго, бо вже в 1673 році лівобережний гетьман Самойлович забрав у Дорошенка Ладижин і залишив у фортеці 5 тисяч козаків на чолі з полковником Мурашко. Дорошенко знову попросив допомоги у турків і султан Магомет IV послав загін зі своїм сином Ослам-Гиреєм. Бій був кривавий, полковник Мурашко розбив ворожий стан турок, взяв у полон сина Магомета IV та багато його свити і знищив їх.
У 1674 році до Ладижина з 70-тисячним військом прийшов султан Магомет IV, щоб помститися за смерть сина. Понад два тижні тривав бій. Мурашко відбив 11 атак, але був важко ранений і взятий в полон. За наказом султана жителі Ладижина були всі вирізані, а місто спалене до тла.
У лютому 1703 року в бою біля міста Ладижин був поранений та потрапив у полон ватажок Подільського повстання проти поляків 1702—1703 років — Андрій Абазин.
З активним заселенням Поділля, що почалося на початку XVIII ст., почалося заселення Слободи Ладижинської, що простягнулася понад річкою Сільницею. У 1775 р. Слобода вже мала 98 дворів. До 1830 року Слобода була у володінні Олександра Сабанського, потім була передана начальству військових поселень, а в 1844 році ладижинська слобода стала приписаною до міста Ладижина.
У XIX столітті Ладижин втратив своє військове значення, зате в ньому почала розвиватися промисловість. З'явилось п'ять суконних фабрик, три цегельні, шкіряний та черепичний заводи. Відкрився сільський банк, поштово-телеграфна контора, камера мирового судді, лісництво, чотири заїжджих двори, налагодилась поромна переправа через Буг, відкрились лікарня на 50 ліжок, аптека. У 1859 році була відкрита церковно-приходська школа, яка у 1871 році була перетворена в трикласне міністерське училище. У 1876 році в Ладижині було побудовано ґуральню, яка стала одним з найбільших підприємств міста. У 1897 році відкрилась школа для дівчаток. Коли у 1899 році помер власник ґуральні — дрібний підприємець із євреїв Волько Скляревський, у якого не було спадкоємців, ґуральня перейшла до державної скарбниці, і, часом — стояла законсервована, часом — здавалася в оренду. У січні 1918 року завод був зруйнований, і лише в 1926 році радянська влада відбудувала завод.
У травні 1919 року, місто було звільнено від радянської влади військами отамана Ананія Волинця. У місті було встановлено українську адміністрацію. Після поразки військ УНР, з липня 1919 року в місті встановлено радянську владу.
У 1923—1931 роках адміністративний центр Ладижинського району.
Під час Голодомору 1932—1933 років померло щонайменше 20 жителів міста.
Під час Другої світової війни Ладижин був зайнятий німецькими військами, місто було майже повністю зруйновано. Війська 2-го Українського фронту звільнили місто в 1944 році.
У 1954 році колгоспи «ім. Жданова» та «ім. Леніна» було об'єднано, і на їхній основі утворено колгосп «Росія». Навесні 1968 року почалося будівництво, як на той час, однієї з найпотужніших в країні електростанцій. Ладижинську ТЕС введено в експлуатацію в 1970—1971 р.р. В тому ж році дав першу продукцію автоматизований бетонний завод.
Указом Президії ВР УРСР від 21 березня 1973 року смт Ладижин Тростянецького району віднесено до категорії міст районного підпорядкування.
У 2000 році став містом обласного значення.
2010 — агрохолдингом «Миронівський хлібопродукт» розпочато будівництво птахофабрики «Вінницький бройлер» потужністю 400 тис. тонн курятини на рік і комбікормового заводу «Ладижинський» загальною вартістю $750 млн, яке планується завершити 2013—2014. Ладижин вибраний через значну кількість сільськогосподарських земель, що МХП орендує поблизу, та близькості до Ладижинської ТЕС, що забезпечуватиме необхідні 90 Мегават потужності для МХП.

## Населення

### Національний склад
Національний склад населення за даними перепису 2001 року:
| Національність  | Відсоток |
| --------------- | -------- |
| українці        | 89,49%   |
| росіяни         | 9,14%    |
| білоруси        | 0,40%    |
| поляки          | 0,12%    |
| молдовани       | 0,12%    |
| інші/не вказали | 0,73%    |

### Мовний склад
Рідна мова населення за даними перепису 2001 року:
| Мова            | Чисельність, осіб | Доля   |
| --------------- | ----------------- | ------ |
| Українська      | 19 487            | 87,89% |
| Російська       | 2 592             | 11,69% |
| Білоруська      | 30                | 0,14%  |
| Вірменська      | 11                | 0,05%  |
| Болгарська      | 3                 | 0,01%  |
| Інші/Не вказали | 48                | 0,22%  |
| Разом           | 22 171            | 100%   |

## Транспортне сполучення
З Ладижина, завдяки автобусному сполученню, із легкістю можна дістатись обласного центру — міста Вінниці та прилеглих сіл та міст. Також відкриті регулярні автобусні рейси до Києва та інших міст України.
У Ладижині розташована однойменна залізнична станція на лінії Вапнярка — Зятківці — Христинівка.
На станції зупиняються пасажирські поїзди на Львів і Черкаси, а також приміські поїзди сполученням Вапнярка-Христинівка-Умань. На станції Вапнярка можлива пересадка на приміські поїзди сполученням Вапнярка-Жмеринка і Вапнярка-Одеса, а також на швидкі поїзди до Чернівців, Ужгорода, Кривого Рогу, Запоріжжя, Києва, Ізмаїла, Ковеля тощо.

## Релігія
У 1904 році на кошти прихожан було побудовано цегляну православну церкву у візантійському стилі з куполом та дзвінницею. Освячена вона була 19 жовтня (за новим календарем 4 листопада) 1909 р. на честь ікони Казанської Божої Матері. 1 березня 1988 року до служби приступив протоєрей Маліновський С. А.
24 квітня 1998 року в день ікони «Живоносный источник» розпочалося будівництво храму на честь св. Георгія Побідоносця.
У 1999 році на честь Благовіщення Божої Матері 28 серпня була освячена на території міста частина Української Православної церкви — каплиця. Будівництво великого храму продовжується
З 2011 р. відновила свою діяльність католицька громада. їй повернуто Костел Успіння Пресвятої Богородиці
Крім храмів, сьогодні у Ладижині діють общини адвентистів, баптистів, євангелістів та інших конфесій.

## Уродженці Ладижина
- Петро Запорожець — діяч Сірожупанної дивізії Армії УНР, емігрант;
- Гудзь Анатолій Іванович (1936—2013) — відомий лікар-хірург, громадський діяч;
- Зиновій Трифонович Губенко — діяч Армії УНР, Герой Другого Зимового походу;
- Майборода Сергій Миколайович (1988—2014) — солдат Збройних сил України, учасник російсько-української війни;
- Валерій Музика — заслужений льотчик-випробувач СРСР;
- Микола Петрунь — дослідник-ензимолог, лауреат Державної премії України;
- Дмитро Шварц — радянський скульптор;
- Альберт Совінський — польський композитор і піаніст;
- Борис Лазарович Вольфензон — діяч революційного руху в царській Росії;
- Яків Йосипович Гельблу — краєзнавець, філолог, дослідник башкирської культури;
- Собанський Фелікс — польський громадський діяч[9];
- Павлюк Олександр Петрович (1987—2016) — солдат Збройних сил України, учасник російсько-української війни.
- Євген Чигрин — російський поет;
- Борух Срульович Жорницький — інженер-конструктор;
- Костянтин Фуштей — голова політичної партії УНА-УНСО;
- Юлія Рома — джазова співачка[10];
- Віталій Химич — сержант Збройних сил України, учасник російсько-української війни.

## Особистості пов'язані з Ладижином
- Аксьонов Геннадій Михайлович — начальник будівництва Ладижинської ТЕС;
- Болоховська Валентина Антонівна — кандидат технічних наук, лауреат Державної премії України;
- Гончарук Ігор Олегович (09.06.2002 – 29.07.2022) — український військовик, учасник російсько-української війни[11].
- Кравчик Петро Якович — художник;
- Мартинюк Наталія Борисівна — біохімік, лауреат Державної премії України;
- Нагорна Ольга Володимирівна — мікробіолог, лауреат Державної премії України.
- Наконечний Анатолій Гаврилович — учасник Другої світової війни, герой Радянського Союзу;
- Володимир Процишин — капітан міліції, загинув при затриманні злочинця;
- Русанов Микола Васильович — директор Ладижинської ТЕС;
- Худченко Руслан Михайлович — солдат Збройних сил України, учасник російсько-української війни.
- Якушин Євгеній Кузьмич — багаторічний директор Ладижинської ТЕС;

## В мистецтві
Місто описується в історичному романі Юрія Мушкетика «Яса», де описується облога міста турками.
«Ладижин зринув раптово, неначе хто кинув його козакам під ноги. Лежав у глибокій та розлогій долині, освітлений сонцем, звідси було видно кожну вуличку, кожен будинок. Сонце грало на червоній черепиці дахів, на блискучих банях церков; тільки фортеця сіріла в.іжкими мурами, вона одразу ж навела на думку про війну, про можливі близькі бойовища. Дах на гострих вежах у кількох місцях був попровалюваний, сонячне проміння ламалося в дірах, здавалося, там хтось ховається.
Лаврінові гарячий суховій обпалив серце: он Слобода Ладижинська, там ходили по ярмарку з Киліяною, он дерев'яна церквиця, у якій слухали разом вечірню. В той вечір їхня любов мовби освятилася. Вони виповіли її комусь третьому, кого боялися одурити навіть у помислі. А он і дуб, на який він дряпався зі свічкою, що її дала Киліяна. Запалила вогонь, і він горить у його грудях. І все стало так близько, аж йому защеміло в серці. Бачив себе, бачив Киліяну під дубом, світло грало на її дукачах, на коралях, у її очах, і йому було в тих вогнях тепло і хороше.
Слободу Ладижинську одділяли од Ладижина очеретяні хащі Tо річка Сільниця. Місто розкинулося на невисоких горбах посеред долини, із заходу його обмивав Буг, зі сходу і півдня — Сільниця, котра мовби охоплювала Ладижин синьою крайкою.
В зручнім до оборони місці змуровано Ладижин. До нього можна підступити тільки з півночі, але там — високий земляний вал із земляними бастіонами й частоколом, попід валом — рів, що одним кінцем упирається в Буг, другим — у Сільницю.»

## Пам'ятки
У місті Ладижин Вінницької області на обліку перебуває 5 пам'яток археології, і жодної з пам'яток історії, архітектури чи монументального мистецтва.
У місті Ладижин та на його околицях розташовані об'єкти природно-заповідного фонду: ландшафтний заказник загальнодержавного значення Коростовецький, ландшафтний заказник місцевого значення Зеленоклинівські пороги, дендрологічний парк Ладижинський гай.

## Галерея
|                  |
| Зйомка з повітря |

|             |
| Міська рада |

|                      |
| Площа в центрі міста |

|                |
| В центрі міста |

|                |
| В центрі міста |

|                             |
| Пам’ятник Тарасові Шевченку |

|                 |
| Ладижинська ТЕС |

|                 |
| Ладижинська ТЕС |

|                             |
| Південний Буг під Ладижином |

|                         |
| Гребля Ладижинської ГЕС |

|                 |
| Ладижинська ГЕС |

|                            |
| Завод бетонних конструкцій |

|                |
| Вулицями міста |

|                |
| Вулицями міста |

|                |
| Вулицями міста |

|                   |
| Невимушений базар |

|                                                    |
| Місто Ладижин, Вінницька область. Зйомка з повітря |

|                                   |
| Панорама вечірнього міста Ладижин |